# Gonzalo del Castillo Alonso
Gonzalo del Castillo Alonso (Potes, Cantàbria, 1871 - Barcelona, 1946) fou un jurista, polític i professor universitari espanyol.
Era director del diari El Porvenir de Valladolid, des d'on es va oposar a la Llei del Candau de José Canalejas y Méndez i defensà Antoni Maura i Montaner. Després fou catedràtic de dret polític espanyol comparat amb l'estranger de la Universitat de Barcelona, càrrec que va ocupar fins al 1941. Posteriorment fou nomenat vicerector i degà honorari de la Facultat de Dret de la Universitat de Barcelona.
El 1924 fou nomenat per la dictadura de Primo de Rivera regidor de l'ajuntament de Barcelona, on fou delegat de cultura i president de la Comissió de Colònies Escolars. El mateix any fou nomenat representant de la Universitat de Barcelona a l'Assemblea Nacional. De 1925 a 1926 fou nomenat governador civil de Ciudad Real.
Durant la Segona República Espanyola fou membre de Defensa Social i fou candidat del Bloc de Dretes per la ciutat de Barcelona a les eleccions municipals de 1934, però no fou escollit. En produir-se el cop d'estat del 18 de juliol de 1936 fou perseguit i condemnat a mort per un Tribunal Popular al vaixell Uruguay. Es va mantenir ocult a la ciutat fins al 31 d'octubre de 1937, en què va fugir a la zona nacional. El 9 de novembre fou adscrit a la Universitat de Salamanca i s'adherí a les noves autoritats. El 17 de novembre de 1939 fou retornat a la seva càtedra, que va ocupar fins a la seva jubilació en 1941.
Fou pare d'Alberto del Castillo Yurrita, posterior secretari general de la Universitat de Barcelona i deixeble de Pere Bosch i Gimpera.

## Obres
- Programa de derecho político (1940)